# La virtud del asesino
La virtud del asesino es una serie de televisión española, emitida por TVE en 1998 y dirigida por Roberto Bodegas.

## Argumento
La serie se centra en la investigación que emprende el inspector de policía Miguel Santalla para descubrir una serie de crímenes de personajes relevantes del mundo artístico y social, impecablemente materializados por el implacable Ariel Lambért. El asesino, además, irá dejando pistas a través del programa El vuelo de Alcatraz, que conduce Alcatraz, un periodista sin escrúpulos, en Radio Capital. La entrada en escena del juez Quintero y la periodista Isabel Galán, no facilitarán las cosas al inspector Santalla.

## Reparto
- Nacho Duato ... Ariel Lambert
- Sancho Gracia ...Miguel Santall
- Patxi Andión ...Juez Quintero
- Elvira Mínguez ...Isabel Galán
- José Castillo ...Alcatraz
- Ismael Abellán
- Patricia Adriani
- Jesús Alcaide
- Miguel Arribas
- Celia Bermejo
- Quexé Parra
- Alicia Bogo
- José Pedro Carrión
- Nuria Gallardo
- Fernando Huesca
- Chete Lera
- Olga Margallo
- Juan Meseguer
- Chema de Miguel
- Resu Morales
- Pilar Ordóñez
- Pape Pérez
- José Antonio Rodríguez